# Grand phare de l'île de Sein
Le grand phare de l'île de Sein a été construit entre 1950 et 1951. Il succède à un premier phare construit sur l'île de Sein en 1839 mais détruit en 1944 lors de la Seconde Guerre mondiale.
Il a été inscrit au registre des monuments historiques par arrêté du 31 décembre 2015,. 

## Historique

### Le premier phare
Le premier phare est allumé le 15 mai 1839 : il s'agit d'une tour cylindrique de 43 m en maçonnerie sur soubassement.
En 1876, la partie supérieure de la tour est peinte en noir sur une hauteur de 12 m. En 1896, une usine de fabrication de gaz d'huile est construite.
En juin 1911, les premiers radio-phares sur les côtes françaises reçoivent leurs indicatifs radios et travaillent sur les longueurs d’onde 80 à 150 mètres. Ces radio-phares créés par André Blondel balisent l'entrée du port de Brest : le radio-phare installé sur le phare de l'île de Sein a l'indicatif radio S ••• (et sur l'île d’Ouessant, le phare du Stiff a l'indicatif radio O ---). Ces deux radio-phares travaillent sur la longueur d'onde 150 mètres (2 MHz) par émetteur à ondes amorties[réf. nécessaire].

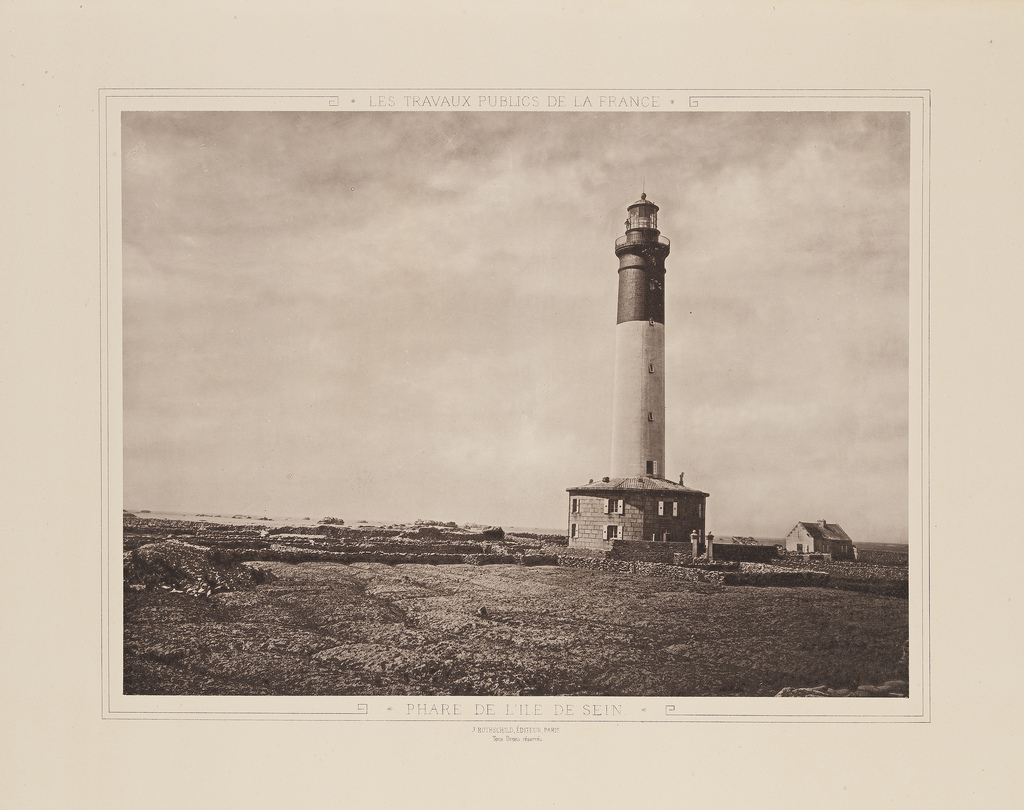
Premier phare de granite.

 En 1932, la centrale électrique est édifiée et, le 15 décembre 1935, le feu est électrifié.  Dans le cadre du projet de construction du radio-phare, deux pylônes de 42 mètres de hauteur sont érigés pour soutenir les antennes du radio-phare et du poste de radiotéléphonie.

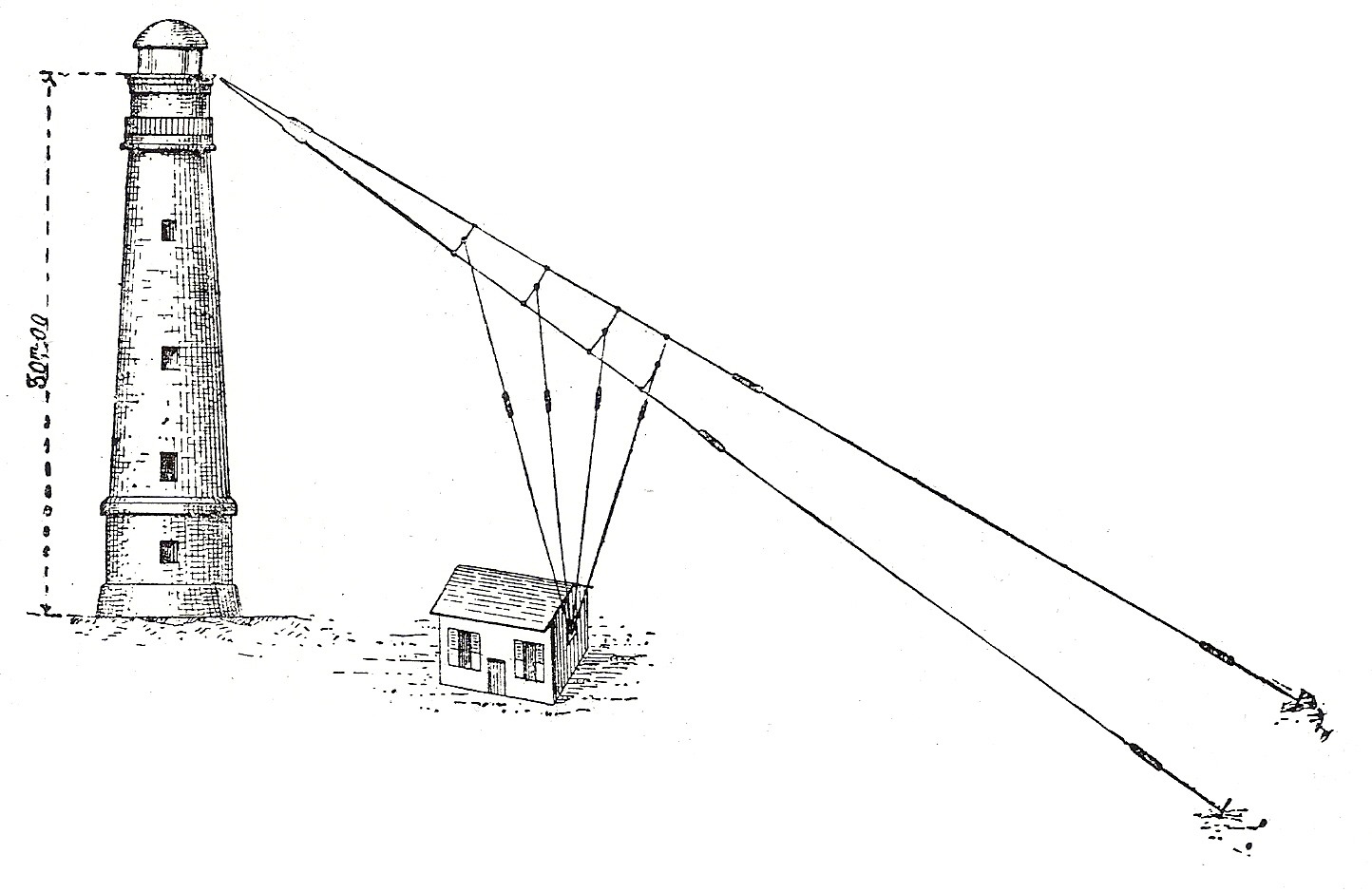
Antenne du radio-phare de l'île de Sein 1911.

Le 4 août 1944, les troupes allemandes postées sur l’île, battent en retraite, et procèdent à un transfert de l'ensemble de leurs munitions, comprenant grenades, mines et dynamites, vers une cave du phare. Cette manoeuvre a été suivie d'une déflagration d'une intensité remarquable, qui a provoqué l'effondrement du phare. À la suite de l'explosion, une accumulation de pierres s'étendait sur des centaines de mètres autour de la base béante. Il est toujours possible d’observer des blocs de granite aux alentours du phare, projetés par la déflagration. 
Lors d’une visite sur l'île de Sein, en août 1946, les Senans remettent au général de Gaulle une pierre du phare. Cette remise a lieu à la suite de la remise de la Croix de la Libération à la commune de Sein.

### Le phare actuel

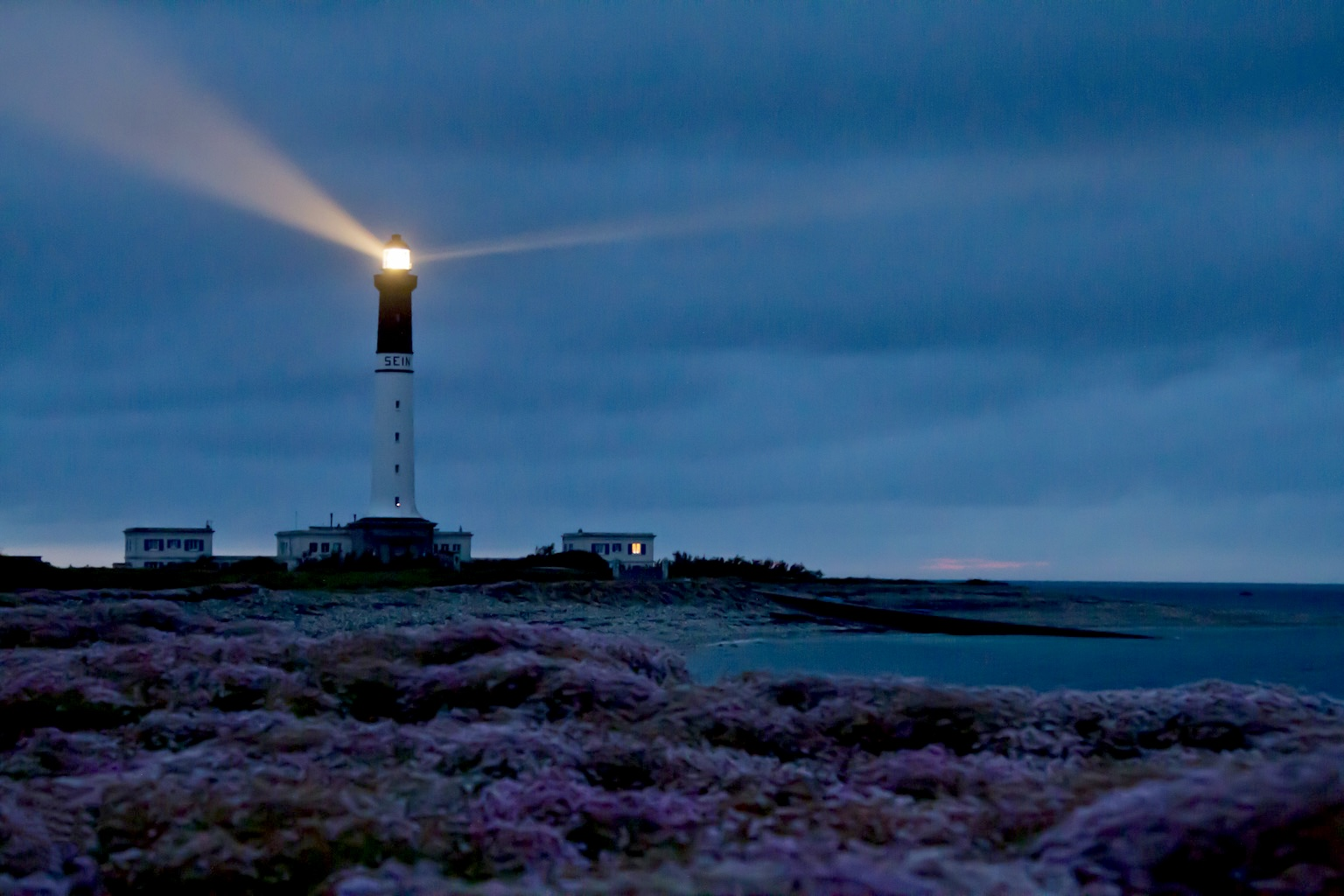
Grand Phare de Sein de nuit.

Dans le contexte de la reconstruction post-Deuxième Guerre mondiale, la nécessité de remplacer le Grand Phare détruit s'est imposée comme une priorité stratégique pour les navigateurs. En réponse à cette impératif, un grand pylône métallique est érigé, surmonté d'un feu à gaz le 11 juin 1945. Cependant, cette installation s'est avérée rapidement inadaptée, et a été remplacée par un feu électrique plus fiable le 7 mars 1946. Il faudra cependant attendre jusqu'en 1950 pour que le nouveau phare, surmonté d'une élévation tronconique en béton, soit érigé, et jusqu'en 1951 pour que la lanterne commence à tourner dans la nuit.   
Le site est classé en 1980.

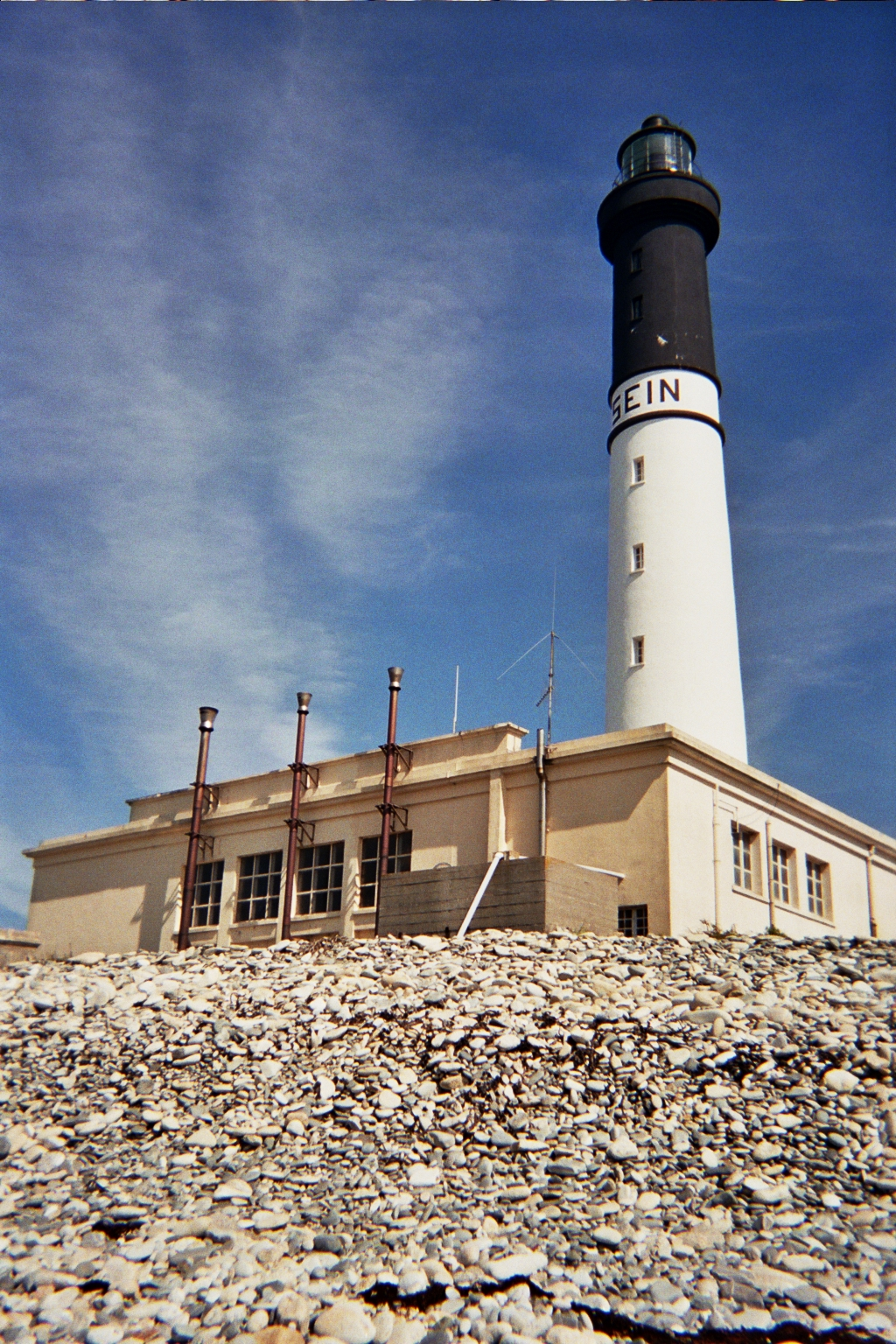
Cheminées de l’usine d’électricité

L'usine électrique, qui se trouve dans l'enceinte du phare, sert à alimenter l'île en électricité. Le phare possède aussi une autoclave permettant d’alimenter les Sénans en eau potable.

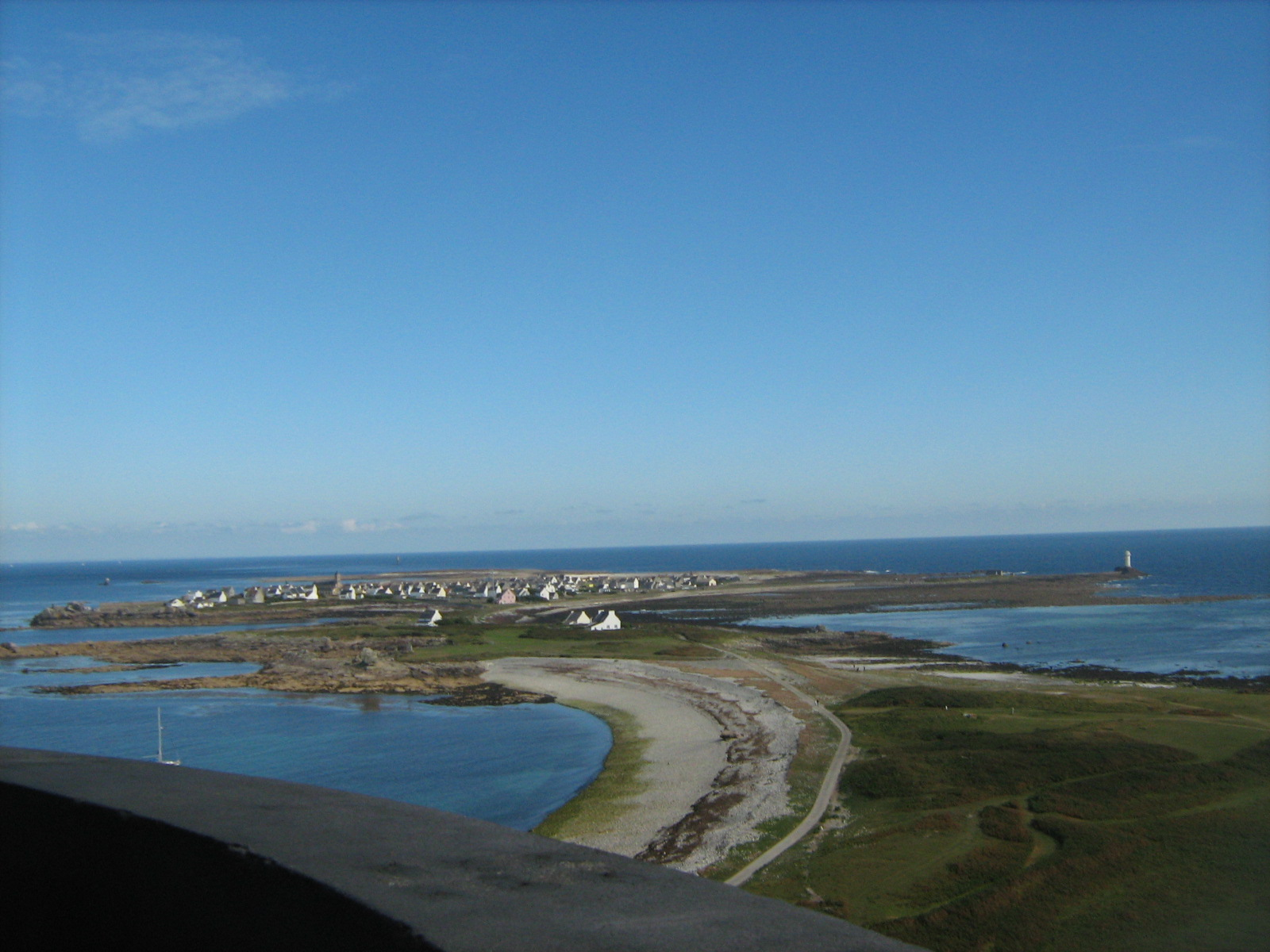
L'île de Sein vue du phare.